# Recht auf Stadt
Das Recht auf Stadt ist ein Anspruch, der erstmals 1968 vom französischen Soziologen und Philosophen Henri Lefebvre in seinem gleichnamigen Buch Le droit à la ville erhoben wurde.

## Henri Lefebvre und das Recht auf Stadt
In seinem Buch Le droit à la ville entwarf Lefebvre das Recht auf Stadt als Recht auf ein transformiertes, erneuertes urbanes Leben. Damit reagierte er auf die sozialen Probleme, die durch die rasche Urbanisierung der Nachkriegszeit, insbesondere durch den Massenwohnungsbau entstanden sind. Lefebvre beklagte die zahlreichen Qualitätseinbußen, die mit dem Urbanisierungsprozess einhergingen, indem die einstige Stadt als Ort der kreativen Schöpfung, als Œuvre zunehmend dem Tauschwert und der industriellen Verwertungslogik unterworfen werde und für ihre Bewohner schließlich in den Zwang münde „sich in Schachteln, Käfigen oder ,Wohnmaschinen‘ einschließen zu lassen“. Zugleich identifizierte er in der Urbanisierung aber auch ein enormes positives Potenzial, das im Rahmen einer urbanen Revolution zur Herausbildung einer emanzipierten urbanen Gesellschaft führen könne. Somit steht das Recht auf Stadt für ein gesamtgesellschaftliches Anrecht auf diese im Urbanisierungsprozess angelegten urbanen Qualitäten, die für Lefebvre in der Begegnung, im Austausch, im Fest und in einem kollektiv gestalteten und genutzten städtischen Raum liegen. 
Die Verstädterung der Gesellschaft ist unumkehrbar. Sie umfasst inzwischen die Mehrheit der Weltbevölkerung. Wer soll in der Stadt entscheiden? Dem Parlamentarismus, der als Herrschaftsform an den Kapitalismus gekoppelt ist, setzt Lefebvre die Selbstverwaltung entgegen, die in seinem Entwurf das gesamte Alltagsleben umfasst. Das bedeutet nicht weniger als einen urbanen libertären Kommunismus: Die Stadtbewohner verwalten sich in Räten und Versammlungen selbst, das Eigentum an Grund und Boden ist vergesellschaftet - nicht auf dem Markt handelbar.
Die Stadtforscher Dirk Gebhardt und Andrej Holm fassen diese facettenreiche Idee zusammen als ein „Recht auf Zentralität, als den Zugang zu den Orten des gesellschaftlichen Reichtums, der städtischen Infrastruktur und des Wissens; und das Recht auf Differenz, das für eine Stadt als Ort des Zusammentreffens, des Sich-Erkennens und Anerkennens und der Auseinandersetzung steht [...] Es beschränkt sich nicht auf die konkrete Benutzung städtischer Räume, sondern umfasst ebenso den Zugang zu den politischen und strategischen Debatten über die künftigen Entwicklungspfade. Das Recht auf die Stadt orientiert sich an den utopischen Versprechungen des Städtischen und reklamiert ein Recht auf die schöpferischen Überschüsse des Urbanen“.
Viele der bruchstückhaften Ideen, die Lefebvre in Le droit à la ville zunächst vorlegte, hat er in seinen nachfolgenden Publikationen zum Thema Stadt und Raum weiterentwickelt, so etwa in Du rural à l’urbain (1970), La révolution urbaine (1970), La pensée marxiste à la ville (1972), Espace et politique (1972) und La production de l’espace (1974).

## Aktuelle Recht auf Stadt-Konzeptionen
Seit der Jahrtausendwende wurde Lefebvres Forderung von unterschiedlichen Seiten verstärkt aufgegriffen. In zahlreichen Städten formierten sich unter dem Motto „Recht auf Stadt“ soziale Protestbewegungen, so z. B. in Istanbul, New Orleans, Madrid oder Hamburg. In den USA ist seit 2007 die Right to the City Alliance (RTTC) aktiv, ein bundesweiter Zusammenschluss, der sich Gentrifizierungprozessen widersetzt. Im deutschsprachigen Raum hat das hamburgische Netzwerk Recht auf Stadt (RaS) die bisher größten Mobilisierungen erzielt und damit Vorbildcharakter für weitere Städte erlangt. Daneben ist das Recht auf Stadt auch zum Gegenstand akademischer Tagungen und Debatten geworden. Insbesondere die Vertreter einer kritischen Stadtforschung wie David Harvey, Peter Marcuse oder Margit Mayer nutzten dabei Lefebvres Ansatz als Basis für eine radikale Gesellschafts- und Systemkritik. Als Antwort auf die urbanen Probleme des globalen Südens wie die Slumbildung mit den entsprechenden prekären Wohn-, Lebens- und Rechtsverhältnissen haben zudem auch Nichtregierungsorganisationen Lefebvres Forderung in ihre Arbeit integriert. So hat etwa die Habitat International Coalition (HIC), ein Zusammenschluss zahlreicher in den sozialen Bewegungen verankerter NGOs eine Welt-Charta für das Recht auf Stadt ausgearbeitet. Solche Bemühungen wurden schließlich auch von den UN-Organisationen UN-HABITAT und UNESCO unterstützt, die ihrerseits ein Recht auf Stadt postulieren.
Diese vielfältigen Bezugnahmen auf das Recht auf Stadt unterscheiden sich allerdings erheblich und wurden für ihre z. T. beträchtliche Distanz zu Lefebvres Intention auch immer wieder kritisiert. So bemängelte etwa der brasilianische Professor für Humangeographie Marcelo Lopes de Souza, dass die Popularität des Rechts auf Stadt zu einer Trivialisierung und Korrumpierung des ursprünglichen Ansatzes geführt habe.

## Ausgaben
- Das Recht auf Stadt, Hamburg: Edition Nautilus 2016, ISBN 978-3-96054-006-9.